# إدوارد بيترز
إدوارد بيترز (بالإنجليزية: Edward Peters) هو مؤرخ أمريكي، ولد في عام 1936.